# Valley Cottage
Valley Cottage és una concentració de població designada pel cens dels Estats Units a l'estat de Nova York. Segons el cens del 2000 tenia 9.269 habitants.

## Demografia
Segons el cens del 2000, Valley Cottage tenia 9.269 habitants, 3.347 habitatges, i 2.379 famílies. La densitat de població era de 838,1 habitants per km².
Dels 3.347 habitatges en un 30,4% hi vivien nens de menys de 18 anys, en un 60,3% hi vivien parelles casades, en un 8% dones solteres, i en un 28,9% no eren unitats familiars. En el 23,8% dels habitatges hi vivien persones soles el 6,6% de les quals corresponia a persones de 65 anys o més que vivien soles. El nombre mitjà de persones vivint en cada habitatge era de 2,66 i el nombre mitjà de persones que vivien en cada família era de 3,2.
Per edats la població es repartia de la següent manera: un 20,9% tenia menys de 18 anys, un 6,5% entre 18 i 24, un 29% entre 25 i 44, un 28,8% de 45 a 60 i un 14,7% 65 anys o més. L'edat mediana era de 41 anys. Per cada 100 dones de 18 o més anys hi havia 87,5 homes.
La renda mediana per habitatge era de 75.828 $ i la renda mediana per família de 87.123 $. Els homes tenien una renda mediana de 51.718 $ mentre que les dones 41.653 $. La renda per capita de la població era de 33.181 $. Entorn de l'1,4% de les famílies i el 2,7% de la població estaven per davall del llindar de pobresa.